# Xanthippus (archont)

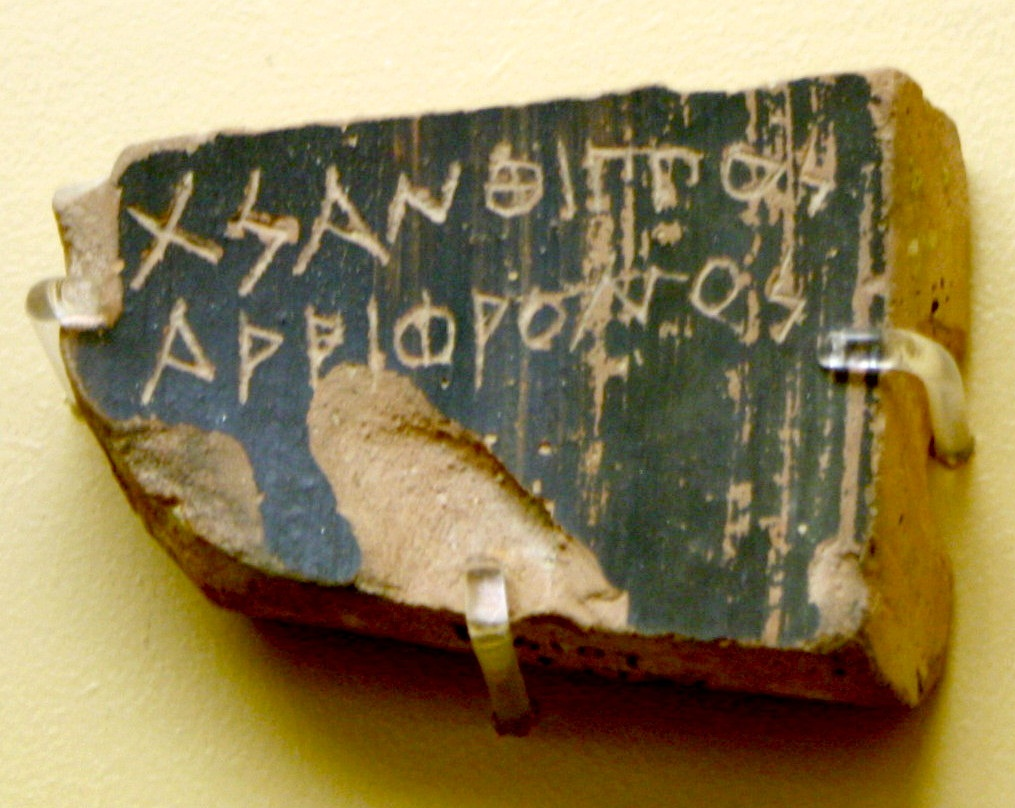
stem voor de verbanning van Xanthippus

Xanthippus was een Atheens staatsman en militair.
Hij was getrouwd met Agariste, een nicht van de grote hervormer Clisthenes, en door zijn huwelijk werd hij een politieke medestander van de clan der Alcmaeoniden. Uit dit huwelijk werd Perikles geboren.
Xanthippus was waarschijnlijk een der hoofdverantwoordelijken voor de aanklacht tegen Miltiades in 493 v.Chr.. Zelf werd hij getroffen door ostracisme in 484 v.Chr., maar werd teruggeroepen in het kader van een algemene amnestie wegens de dreiging van een nieuwe Perzische inval.
In 479 v.Chr. werd hij tot strateeg verkozen. Hij voerde het bevel over de Atheense vlooteenheid in de zeeslag bij Mycale en had een groot aandeel in deze Griekse overwinning. In de winter van 478 v.Chr. belegerde en veroverde hij Sestus in de Thracische Chersonesos en liet daarbij de Perzische stadhouder en zijn gezin uitmoorden.

## Antieke bronnen
- Herodotos, Historiën VI 131, 136, VII 33, VIII 131, IX 114–120.
- Pausanias, Beschrijving van Griekenland I 25.1.
- Plutarchos, Perikles 3, Themistokles 10.

 Portaal Oudheid · Athene · Geschiedenis van Griekenland · Geschiedenis van Athene